# Regioni del mondo Pokémon

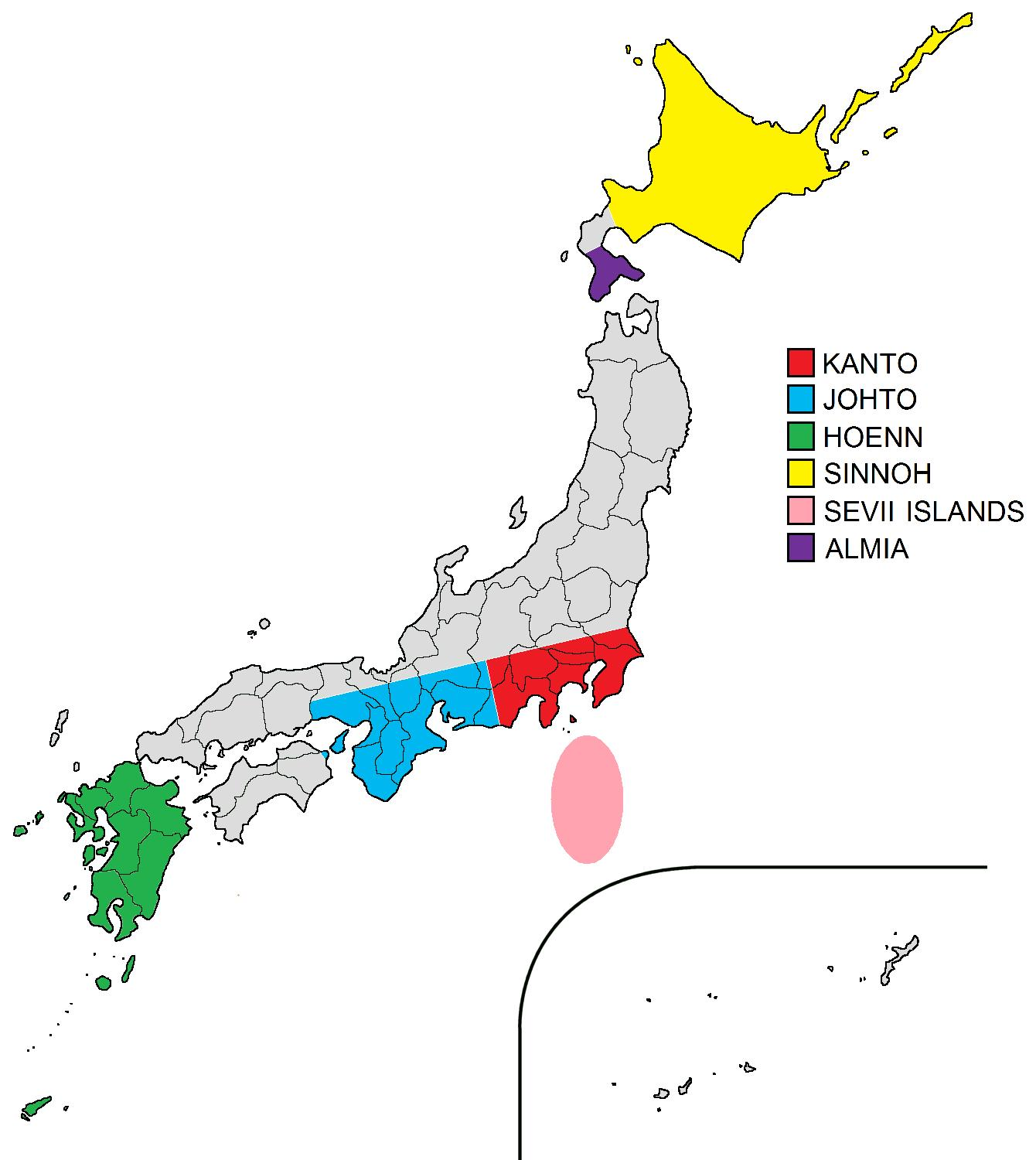
Le zone evidenziate rappresentano le fonti di ispirazione per alcune regioni del mondo Pokémon

Il mondo Pokémon è un pianeta immaginario estremamente simile alla Terra, con la quale condivide le condizioni fisiche e biologiche; la principale differenza è costituita dai Pokémon e da tecnologie ad essi correlati, sebbene ispirate a quelle presenti nella cultura giapponese.
Esistono molte similitudini tra il mondo Pokémon e il pianeta Terra: in entrambi vi sono gli stessi princìpi religiosi (riti funebri, cimiteri, chiese e monaci), sebbene alcuni personaggi venerino Arceus quale creatore dell'universo; le analogie sono anche di natura geografica e geopolitica, dato che le regioni sono chiaramente ispirate a luoghi realmente esistenti (Giappone, Stati Uniti, Francia, Hawaii, Regno Unito, Spagna, Portogallo e Andorra).

## Videogiochi

### Capitoli principali

#### Kanto
Kanto (カントー地方?, Kantō-chihō) è la regione dove sono ambientati i videogiochi Pokémon Rosso e Blu, Pokémon Giallo, Pokémon Oro e Argento, Pokémon Cristallo, Pokémon Rosso Fuoco e Verde Foglia, Pokémon Oro HeartGold e Argento SoulSilver e Pokémon Let's Go, Pikachu! e Let's Go, Eevee!.

La mappa di Kanto

Trae ispirazione dalla regione giapponese del Kantō. Kanto confina ad ovest con Johto e a sud con il Settipelago, mentre tra Kanto e Unima sorgono, nell'anime, le Isole Cristalline.
Due aree di Kanto, Zafferanopoli e il Pokémon Stadium, sono presenti nei videogiochi Super Smash Bros.: in Super Smash Bros. il tetto della Silph SpA viene utilizzata come arena, mentre in Super Smash Bros. Melee il Pokémon Stadium è un campo di battaglia in grado di cambiare aspetto, in base ad alcuni tipi presenti nel videogioco.
Nell'anime, il protagonista Ash Ketchum proviene da Biancavilla e inizia il suo viaggio per diventare il miglior allenatore di Pokémon del mondo iniziando dalla regione di Kanto. A Kanto sono ambientate le puntate della serie Pocket Monsters: Sekiei League. Nel doppiaggio italiano delle prime serie animate i nomi delle località differiscono da quelli adottati nei videogiochi, riprendendo i nomi della traduzione inglese (ad esempio, "Biancavilla" viene indicata come "Pallet" o  "città di Pallet", dal nome statunitense "Pallet Town"). Sempre nell'anime la regione comprende città o edifici assenti nei videogiochi.
Nella regione di Kanto sono presenti nove città, due isole ed un altopiano:
- Biancavilla (マサラタウン?, Masera Taun), città di origine del protagonista e sede del laboratorio del Professor Oak.
- Smeraldopoli (トキワシティ?, Tokiwa City), sede della palestra di Giovanni in Rosso e Blu, Giallo, Rosso Fuoco e Verde Foglia e Let's Go, Pikachu! e Let's Go, Eevee!, e di Blu in Oro e Argento, Cristallo e Oro HeartGold e Argento SoulSilver
- Plumbeopoli (ニビシティ?, Nibi City), sede della palestra di Brock e del Museo della Scienza di Plumbeopoli.
- Celestopoli (ハナダシティ?, Hanada City), sede della palestra di Misty. A nord della città sorge il Ponte Pepita.
- Aranciopoli (クチバシティ?, Kuchiba City), sede della palestra di Lt. Surge e del Pokémon Fan Club. Nei videogiochi della prima, terza e settima generazione, nel molo di Aranciopoli è attraccata la M/N Anna.
- Lavandonia (シオンタウン?, Shion Town), dove si trova la Torre Pokémon (ポケモンタワー?, Pokémon Tower), cimitero per Pokémon. In Oro e Argento, Cristallo e HeartGold e SoulSilver, la torre diviene la Stazione Radio di Kanto e il cimitero dei Pokémon viene spostato più a sud, in un edificio chiamato Casa dell'anima, dove è possibile incontrare Mr. Fuji. Nei videogiochi della prima e della terza generazione è presente il Giudice onomastico.
- Azzurropoli (タマムシシティ?, Tamamushi City), sede della palestra di Erika, del centro commerciale e del casinò.
- Fucsiapoli (セキチクシティ?, Sekichiku City), sede della palestra di Koga.
- Zafferanopoli (ヤマブキシティ?, Yamabuki City), sede della palestra di Sabrina, del Dojo Karate, piccolo centro di allenamento di Pokémon lottatori, e della Silph SpA (シルフカンパニー?, Silph Company), impresa ideatrice e costruttrice di numerosi strumenti presenti nei videogiochi.
- Isola Cannella (グレンじま?, Guren-jima), sede della palestra di Blaine e di un laboratorio in cui è possibile far resuscitare alcuni fossili.
- Isole Spumarine (ふたごじま?, Futago-jima), arcipelago che ospita estese caverne, dimora di Articuno.
- Altopiano Blu (セキエイこうげん?, Sekiei Kōgen), sede della Lega Pokémon di Kanto. Nell'anime, l'altopiano appare per la prima volta nel corso dell'episodio Le medaglie rubate (Bad to the Bone) e presenta diverse strutture per il torneo della Lega e il soggiorno degli allenatori partecipanti.

A nord di Celestopoli si trova Miramare, dove vive l'inventore del Sistema Memoria Pokémon Bill, mentre ad Aranciopoli è attraccata la nave da crociera M/N Anna (サントアンヌ号?, St. Anne Gō). A Fucsiapoli sorge la Zona Safari, un'area che offre la possibilità di catturare dei Pokémon particolarmente rari, come se si partecipasse a un vero e proprio safari. Altre località importanti della regione sono: Bosco Smeraldo (トキワの森?, Tokiwa no Mori), Monte Luna (お月見山?, Otsukimi Yama), la Grotta Diglett (ディグダのあな?), la Centrale elettrica, dove è possibile incontrare Zapdos, Via Vittoria (チャンピオンロード?, Chanpion Rōdo), un percorso tortuoso e impegnativo che conduce all'Altopiano Blu, e la Grotta Ignota (ななしのどうくつ?, Nanashi no dōkutsu), in cui dimora Mewtwo.

##### Settipelago
Settipelago (ナナシマ?, Nanashima) è un arcipelago presente nei videogiochi Pokémon Rosso Fuoco e Verde Foglia e Pokémon Smeraldo (sebbene in quest'ultimo siano accessibili solo le ultime due isole evento) che si estende a sud di Kanto. L'arcipelago è composto da sette isole più due segrete, ed è raggiungibile dal porto di Aranciopoli usando il Tris Pass o il Sette Pass. Le isole segrete sono invece raggiungibili usando particolari Biglietti, distribuiti da Nintendo.
Le principali isole prendono il nome dai numeri ordinali: Primisola, Secondisola, Terzisola, Quartisola, Quintisola, Sestisola e Settimisola. Alcune località prendono il nome dall'isola che li ospita come Porto Terzisola, Prato Quintisola e Canyon Seption.
- Quartisola è la quarta isola del Settipelago, ospita una Pensione Pokémon. A nord-est di Quartisola è presente una caverna nota come Grotta Gelata (いてだきのどうくつ?, Itedaki no Dōkutsu).

- Sestisola è la sesta isola del Settipelago. Ospita la Grotta Mutevole (へんげのどうくつ?), dove è possibile far apparire nuovi Pokémon tramite la funzionalità Dono segreto.

- Settimisola è la settima isola del Settipelago. A nord di Settimisola sorge la Torre Allenatori, mentre a sud è possibile accedere al Canyon Seption tramite l'Ingresso Canyon. Sull'isola sorgono inoltre le Rovine Florabeto, accessibili dopo aver visitato la Chiave Florabeto. Le rovine sono composte da sette diverse sale denominate: A-loe, B-etulla, C-iclamino, D-afne, E-dera, F-elce e G-ardenia.

- Monte Cordone è l'ottava isola del Settipelago. L'unico modo per raggiungere l'isola è usando il Biglietto Mistero. All'interno della grotta di Monte Cordone è possibile catturare Lugia. In cima al monte, invece, è possibile catturare il Pokémon Ho-Oh.

- Isola Materna è la nona isola del Settipelago. L'unico modo per raggiungere l'isola è usando il Biglietto Aurora. Nell'isola è possibile catturare Deoxys.

#### Johto
Johto (ジョウト地方?, Jōto-chihō) è la regione dove sono ambientati i videogiochi Pokémon Oro e Argento, Pokémon Cristallo e Pokémon Oro HeartGold e Argento SoulSilver. Progettata sul modello della regione giapponese del Kansai, è situata a ovest di Kanto e a nord-est di Hoenn; collegamenti a Johto sono possibili tramite le Cascate Tohjo, via treno e via nave. I nomi delle città si basano su tipi di piante e alberi.

La mappa di Johto

Nell'anime, nella regione di Johto sono ambientate le puntate della serie Pocket Monsters Gold and Silver. Anche i lungometraggi Pokémon 3 - L'incantesimo degli Unown e Pokémon 4Ever sono ambientati a Johto.
Nella regione di Johto sono presenti dieci città:
- Borgo Foglianova (ワカバタウン?, Wakaba Town), città di origine del protagonista e sede del laboratorio del Professor Elm.

- Fiorpescopoli (ヨシノシティ?, Yoshino City). A nord della città sorge la casa di Mr. Pokémon.

- Violapoli (キキョウシティ?, Kikyō City), sede della palestra di Valerio e dell'Accademia Pokémon di Primo.

- Azalina (ヒワダタウン?, Hiwada Town), sede della palestra di Raffaello e della casa di Franz.

- Fiordoropoli (コガネシティ?, Kogane City), la città più grande e popolosa di Johto. È la sede della palestra di Chiara, del Centro Commerciale, del casinò, della Torre Radio e della stazione del Supertreno, con il quale è possibile raggiungere la città di Zafferanopoli a Kanto.

- Amarantopoli (エンジュシティ?, Enju City), sede della palestra di Angelo. La città ospita la Torre Bruciata e la Torre Campana, dove vivono i Pokémon leggendari Raikou, Entei, Suicune e Ho-Oh.

- Olivinopoli (アサギシティ?, Asagi City), sede della palestra di Jasmine. È una città portuale che ospita un importante faro.

- Fiorlisopoli (タンバシティ?, Tanba City), sede della palestra di Furio.

- Mogania (チョウジタウン?, Chōji Town), sede della palestra di Alfredo e del rifugio del Team Rocket.

- Ebanopoli (フスベシティ?, Fusube City), sede della palestra di Sandra e della Tana del Drago.

Nella regione sono presenti diverse grotte: la Grotta di Mezzo (つながりのどうくつ?, Tsunagari no Doukutsu), il Pozzo Slowpoke (ヤドンのいど?, Yadon no Ido), nei pressi di Azalina occupato dal Team Rocket, le Rovine d'Alfa (アルフのいせき?), in cui è possibile catturare Unown e la Grotta Scura (くらやみのほらあな?, Dark Cave). Zone verdi sono il Bosco di Lecci e il Parco Nazionale (しぜんこうえん?, Shisenkōen), in cui si svolge la Gara Pigliamosche. Altri luoghi d'interessi sono: la Torre Sprout (マダツボミのとう?, Madatsubomi no Tou), la Torre Bruciata, la Torre Campana (スズのとう?, Suzu no Tō), il Lago d'Ira (いかりのみずうみ?, Ikari no Mizuumi), in cui è possibile incontrare un Gyarados cromatico, la Via Gelata (こおりのぬけみち?, Ice Path), le Isole Vorticose (うずまき列島?, Uzumaki Islands), dimora di Lugia, e il Monte Argento (シロガネやま?, Shirogane Yama), raggiungibile dopo aver ottenuto le 16 medaglie nelle palestre di Johto e di Kanto e in cui è possibile sfidare Rosso.
Nei videogiochi della quarta generazione altre località disponibili sono la Zona Safari, un parco che sorge nei pressi di Fiorlisopoli e a cui è possibile accedere dietro pagamento per catturare svariate specie di Pokémon; il Parco Lotta; e le Rovine Sinjoh (シントいせき?, Shinto Iseki), situate al confine tra le regioni di Johto e Sinnoh.

#### Hoenn
Hoenn (ホウエン地方?, Hōen-chihō) è la regione dove sono ambientati i videogiochi Pokémon Rubino e Zaffiro, Pokémon Smeraldo e Pokémon Rubino Omega e Zaffiro Alpha. È situata a sud-ovest rispetto alle regioni di Johto e Kanto ed è basata sull'isola giapponese di Kyūshū.

La mappa di Hoenn

È una regione prevalentemente montuosa, caratterizzata da numerose foreste e svariate grotte, sebbene la maggior parte delle città sorga sulla costa. Sono inoltre presenti numerose isole e molti percorsi marini. Secondo una leggenda Hoenn si è formata durante lo scontro tra Groudon, che fece emergere le terre, e Kyogre, che le circondò di acque. I due Pokémon vennero placati da Rayquaza, facendoli cadere in un profondo letargo.
Nell'anime, nella regione di Hoenn sono ambientate le puntate della serie Advanced Generation.
Tra le località di Hoenn figurano sia metropoli costiere come Porto Alghepoli che piccoli paesi che sorgono ai piedi di un vulcano come Brunifoglia. Il livello delle acque è in alcuni punti molto profondo e determinate zone della regione sono raggiungibili solamente tramite immersioni.
Hoenn è la regione che conta più città nel mondo di Pokémon, esattamente sedici:
- Albanova (ミシロタウン?, Mishiro Town), città di origine del protagonista e sede del laboratorio del Professor Birch.

- Solarosa (コトキタウン?, Kotoki Town)

- Petalipoli (トウカシティ?, Tōka City), sede della palestra di Norman

- Ferrugipoli (カナズミシティ?, Kanazumi City), sede della palestra di Petra, della scuola di allenatori Pokémon e del palazzo della Devon SpA, società che produce vari tipi di Poké Ball e il PokéNav. A est sorge il Tunnel Menferro (カナシダトンネル?, Kanashida Tunnel), che collega Ferrugipoli a Mentania.

- Bluruvia (ムロタウン?, Muro Town), sede della palestra di Rudi. Nei suoi pressi sorge la Grotta Pietrosa.

- Porto Selcepoli (カイナシティ?, Kaina City), sede del Museo Oceanografico, del Pokémon Fan Club e del Cantiere del Capitan Remo. A nord di Selcepoli, sorge la Quizzoteca, un piccolo edificio gestito dal Mago del Quiz. Nell'anime, Harley è originario di Porto Selcepoli.

- Ciclamipoli (キンセツシティ?, Kinsetsu City), sede della palestra di Walter. Nelle versioni Rubino e Zaffiro e Smeraldo, ad ovest della città sorge un casinò.

- Mentania (シダケタウン?, Shidake Town), villaggio che sorge su un altopiano ventoso.

- Brunifoglia (ハジツゲタウン?, Hajitsuge Town), piccola comunità rurale nei pressi dell Cascate Meteora.

- Cuordilava (フエンタウン?, Fuen Town), sede della palestra di Fiammetta. È una rinomata stazione termale ai piedi del Monte Camino.

- Forestopoli (ヒワマキシティ?, Hiwamaki City), sede della palestra di Alice. Città in equilibrio con la natura, i cui edifici sorgono in cima agli alberi.

- Porto Alghepoli (ミナモシティ?, Minamo City), sede di un grande centro commerciale, di un importante porto, del Museo di Alghepoli e dell'Hotel Alga.

- Verdeazzupoli (トクサネシティ?, Tokusane City), sede della palestra di Tell & Pat e, in Pokémon Smeraldo, dell'Arena Giochi. A nord-est dell'isola è presente il Centro Spaziale di Verdeazzupoli.

- Ceneride (ルネシティ?, Rune City), sede della palestra di Adriano (di Rodolfo nella versione Smeraldo). Ceneride è nota per la sua Grotta dei Tempi, dove è possibile catturare i Pokémon leggendari Groudon e Kyogre. In Pokémon Smeraldo in quest'ultima località si svolge la lotta tra i due Pokémon, placati da Rayquaza.

- Orocea (キナギタウン?, Kinagi Town), sede di un Pokémon Fan Club.

- Iridopoli (サイユウシティ?, Saiyū Shiti), sede della Lega Pokémon di Hoenn. Nella serie animata, a Iridopoli sono ambientate le puntate da Arrivo a Iridopoli a Arrivederci, amici.

Le due vette principali di Hoenn sono il vulcano Monte Camino (えんとつやま?) e il Monte Pira. Dalla regione è inoltre possibile raggiungere località come il Monte Cordone e l'Isola Remota, dove poter catturare Latias o un Latios tramite lo strumento-evento Biglietto Eone.
Oltre a boschi, come il Bosco Petalo, sono presenti numerose grotte: la Grotta dei Tempi, le Cascate Meteora (りゅうせいのたき?), una grotta dentro cui scorre una cascata, il Tunnel Menferro, la Grotta Pietrosa, il Cammino Ardente, la Grotta Insulare, la Sala Incisa, la Grotta Ondosa (あさせのほらあな?, Shoal Cave) e la Via Vittoria (チャンピオンロード?, Chanpion Rōdo), l'ultimo ostacolo prima di raggiungere la Lega Pokémon. Altre vengono aggiunte in Smeraldo: Grotta Terra, Grotta Mare, Galleria Deserto, Grotta Artistica e Grotta Mutevole, dove poter catturare Pokémon tramite la funzionalità Dono segreto.
A Hoenn sorge inoltre la Zona Safari, un'area a cui è possibile accedere dal Percorso 121 per catturare diverse specie di Pokémon. Nel videogioco Pokémon Smeraldo è infine possibile accedere al Parco Lotta e all'Isola Suprema (さいはてのことう?), dove è possibile catturare Mew.

#### Sinnoh
Sinnoh (シンオウ地方?, Shin'ō-chihō) è la regione dove sono ambientati i videogiochi Pokémon Diamante e Perla, Pokémon Platino e Pokémon Diamante Lucente e Perla Splendente, nonché Leggende Pokémon: Arceus, la cui trama si svolge in un distante passato, quando la regione era ancora conosciuta con l'antico nome di Hisui. Basata sull'isola giapponese di Hokkaidō, Sinnoh è prevalentemente montuosa e presenta pochi percorsi marini. È inoltre la prima regione ad avere luoghi innevati.

La mappa di Sinnoh

Nella regione di Sinnoh sono ambientate le puntate della serie anime Pokémon Diamante e Perla. Nell'anime sono presenti città che non figurano nei videogiochi, quali Ciocovitopoli, Scutellaria e la Città di Ninfea.
Le città presenti nella regione di Sinnoh sono 14:
- Duefoglie (フタバタウン?, Futaba Town), città di origine del protagonista. Nella serie animata, Lucinda abita con la madre Olga nella città di Duefoglie.

- Sabbiafine (マサゴタウン?, Masago Town), sede del laboratorio del Professor Rowan.

- Giubilopoli (コトブキシティ?, Kotobuki City), sede del Centro Globale, della PokéKron Spa, della Giubilo TV e della Scuola per Allenatori.

- Mineropoli (クロガネシティ?, Kurogane City), sede della palestra di Pedro, di un museo dedicato al carbone e di una cava.

- Giardinfiorito (ソノオタウン?, Sonō Town), ospita il Fiorista Milletinte. Nei suoi pressi si trovano la centrale eolica Impianto Turbine (たにまのはつでんしょ?, Valley Powerplant) e le Fonderie Fuego (タタラせいてつじょ?, Tatara Ironworks).

- Evopoli (ハクタイシティ?, Hakutai City), sede della palestra di Gardenia e di un edificio del Team Galassia.

- Cuoripoli (ヨスガシティ?, Yosuga City), sede della palestra di Fannie. Inoltre nella città è presente la sede delle Gare Pokémon e il Pokémon Fan Club.

- Flemminia (ズイタウン?, Zui Town), presenta una Pensione Pokémon e il Caffè Baita. A est di Flemminia sorgono le Rovine Flemminia (ズイのいせき?) dove vivono numerosi esemplari di Unown.

- Rupepoli (トバリシティ?, Tobari City), sede della palestra di Marzia. Vi è presente l'unico centro commerciale della regione di Sinnoh, un casinò e la base del Team Galassia.

- Pratopoli (ノモセシティ?, Nomose City), sede della palestra di Omar. Vi si trova inoltre la Gran Palude (だいしつげん?), una zona fangosa in cui si trovano molti Pokémon selvatici e tre binocoli per controllare in quale delle sei aree è possibile catturare un determinato Pokémon.

- Memoride (カンナギタウン?, Kannagi Town), la più antica città del continente, nelle cui rovine sono presenti affreschi di Pokémon rari: Dialga, Palkia, Uxie, Mesprit e Azelf. Nella serie animata, Memoride appare per la prima nel corso dell'episodio Lo splendore della Splendisfera! (Losing Its Lustrous). Oltre alle rovine è presente un museo, gestito dalla nonna di Camilla, in cui sono conservati i reperti riguardanti Dialga e Palkia e da cui il Team Galassia sottrae la Splendisfera.

- Canalipoli (ミオシティ?, Mio City), sede della palestra di Ferruccio. Nella città sorgono inoltre una famosa biblioteca e un porto, che permette di raggiungere l'Isola Ferrosa (こうてつじま?), l'Isola Lunapiena e l'Isola Lunanuova.

- Nevepoli (キッサキシティ?, Kissaki City), sede della palestra di Bianca. Nella città è presente il Tempio Nevepoli (キッサキしんでん?, Kissaki Temple), dimora di Regigigas.

- Arenipoli (ナギサシティ?, Nagisa City), sede della palestra di Corrado e del Faro Panorama.

Nella regione di Sinnoh sono presenti l'ambiente boschivo (il Bosco Evopoli che ospita l'Antico Château), e due montagne, il Monte Ostile (ハードマウンテン?) e il Monte Corona (テンガンざん?, Mt. Tengan), che ospita i Pokémon leggendari Dialga e Palkia. Dalla sua cima, la Vetta Lancia, è possibile accedere sia allo Spazio Origine che al Mondo Distorto, luogo in cui risiedono rispettivamente Arceus e Giratina. Vi sono intolre tre laghi: il Lago Arguzia (エイチこ?), il Lago Verità (シンジこ?) e il Lago Valore (リッシこ?), abitati rispettivamente da Uxie, Mesprit, Azelf. A questi tre laghi si aggiunge la Fonte Saluto con la sua Grotta Ritorno (もどりのどうくつ?, Turnback Cave), dimora del Pokémon Giratina. Sono inoltre presenti altre grotte e rovine, tra cui la Grotta Labirinto. Infine a sud di Cuoripoli è situato il Giardino Trofeo (じまんのうらにわ?), piccolo giardino in cui è possibile catturare Pokémon non presenti in altre località della regione.
Parte della regione sono inoltre delle isole minori. La Lega Pokémon si trova su una piccola isola ad est di quella principale, raggiungibile attraverso la Via Vittoria (チャンピオンロード?, Chanpion Rōdo). La Zona Lotta (バトルゾーン?, Battle Zone) invece è situata su di un'isola più grande a nord-est di Sinnoh, ed è composta da tre aree: l'Area Sfida, l'Area Provviste e l'Area Svago. Quest'ultima isola è basata sulla realmente esistente isola russa di Sachalin, un tempo sotto il controllo giapponese.

#### Unima
Unima (イッシュ地方?, Isshu-chihō) è la regione dove sono ambientati i videogiochi Pokémon Nero e Bianco e Pokémon Nero 2 e Bianco 2. Al contrario delle regioni presenti nelle generazioni precedenti, basate su zone geografiche del Giappone, Unima è stata la prima ad essere ispirata ad una zona di un'altra nazione, in questo caso all'area metropolitana di New York, negli Stati Uniti d'America.

La mappa di Unima

Le città presenti nella regione di Unima in Pokémon Nero e Bianco sono quattordici. La maggior parte delle località di Unima trae il nome dai venti:
- Soffiolieve (カノコタウン?, Kanoko Town), città di origine del protagonista e sede del laboratorio della Professoressa Aralia.

- Quattroventi (カラクサタウン?, Karakusa Town), piccolo villaggio a nord di Soffiolieve. Nell'anime, Quattroventi appare nell'episodio Il Club di Lotta e la scelta di Tepig! (The Battle Club and Tepig's Choice) in cui Ash Ketchum cattura un esemplare di Tepig.

- Levantopoli (サンヨウシティ?, Sanyou City), sede della palestra di Spighetto, Chicco e Maisello e della Scuola per Allenatori. Nei pressi di Levantopoli sorge il Cantiere dei Sogni (夢の跡地?, Dream Ruins).

- Zefiropoli (シッポウシティ?, Shippou City), sede della palestra di Aloé.

- Austropoli (ヒウンシティ?, Hiun City), sede della palestra di Artemisio. È una grande metropoli con tre vie principali e cinque moli.

- Sciroccopoli (ライモンシティ?, Raimon City), sede della palestra di Camelia, del Teatro Musical, del Campetto, dello Stadio Stellare,  della Casa Esami e del Metrò Lotta un edificio in cui è possibile sfidare altri allenatori in cambio di Punti Lotta. Da Sciroccopoli tramite il Metrò Lotta è possibile raggiungere la cittadina di Roteolia (カナワタウン?, Kanawa Town).

- Libecciopoli (ホドモエシティ?, Hodomoe City), sede della palestra di Rafan. A sud della città sorge il Deposito Frigo (冷凍コンテナ?, Freezing Container), in seguito sostituito dal Pokémon World Tournament, mentre a nord è presente la Cava Pietrelettrica.

- Ponentopoli (フキヨセシティ?, Fukiyose City), sede della palestra di Anemone.

- Mistralopoli (セッカシティ?, Sekka City), sede della palestra di Silvestro e del Pokémon Fan Club. Nei pressi della città sorge la Torre Dragospira (リュウラセンの塔?, Dragonspiral Tower) e la Palude Mistralopoli (セッカの湿原?, Sekka Wetlands)

- Boreduopoli (ソウリュウシティ?, Sōryū City), sede della palestra di Aristide (in Pokémon Nero) o di Iris (in Pokémon Bianco).

- Fortebrezza (カゴメタウン?, Kagome Town), sorge nei pressi della Fossa Gigante.

- Spiraria (サザナミタウン?, Sazanami Town), da qui è possibile accedere, tramite la Baia Spiraria (サザナミ湾?), alla Grotta Costiera (海辺の洞穴?) e alle Rovine degli Abissi (海底遺跡?).

In Pokémon Nero 2 e Bianco 2 vengono introdotte altre cinque città:
- Alisopoli (ヒオウギシティ?, Hiougi City), città di origine del protagonista e sede della palestra di Komor.

- Venturia (サンギタウン?, Sangi Town), nelle cui vicinanze si trova il Bosco del Giuramento (ちかいのはやし?).

- Zondopoli (タチワキシティ?, Tachiwaki City), sede della palestra di Velia, del Pokéwood e del Cantiere di Zondopoli.

- Poggiovento (ヤマジタウン?, Yamaji Town), sede della casa dell'Esperto Mosse.

- Grecalopoli (セイガイハシティ?, Seigaiha City), sede della palestra di Ciprian.

La Lega Pokémon sorge nel nord della regione ed è raggiungibile attraversando la Via Vittoria (チャンピオンロード?, Chanpion Rōdo), un percorso irto di ostacoli e di forti allenatori. Unima ospita diverse foreste, come il Bosco Girandola (ヤグルマの森?, Yaguruma Forest) e il Bosco Smarrimento (ヤグルマの森?, Bewilder Forest). In Pokémon Bianco e Bianco 2 è accessibile la Foresta Bianca (ホワイトフォレスト?, White Forest), dove è possibile catturare numerosi Pokémon delle generazioni precedenti. In Pokémon Nero e Nero 2 è presente invece la Città Nera (ブラックシティ?, Black City), punto d'incontro per gli allenatori di Pokémon. Altri luoghi di interesse sono: il Deserto della Quiete (リゾートデザート?), al cui centro sorge il Castello Sepolto (古代の城?), la Caverna Ascesi, il Monte Vite, il Ponte Villaggio (ビレッジブリッジ?), un ponte che ospita diversi edifici, il Tempio Abbondanza (ほうじょうの社?), il Laboratorio P&P (ラボ P2 Lab?), la sede del Team Plasma e l'Intramondo (ハイリンク?, Hilink), una zona situata al centro di Unima accessibile tramite il dispositivo C-Gear.
In Pokémon Nero 2 e Bianco 2, sono stati introdotti la Riserva Naturale (自然保護区?), il Monte Antipodi (リバースマウンテン?, Reverse Mountain), pieno d'acqua in Nero 2 e di magma in Bianco 2, e il Pokémon World Tournament (ポケモンワールドトーナメント?), un edificio in cui è possibile sfidare capipalestra e campioni di altre regioni del mondo Pokémon.

#### Kalos
Kalos (カロス地方?, Kalos-chihō) è la regione dove sono ambientati i videogiochi Pokémon X e Y. A forma di stella, la regione è basata sulla Francia del Nord. Il suo nome deriva dalla parola greca καλός ("bello").
Le città presenti nella regione di Kalos sono sedici:
- Borgo Bozzetto (アサメタウン?, Asame Town), villaggio di origine del protagonista[9]
- Rio Acquerello (メイスイタウン?, Meisui Town), piccolo villaggio che ospita due negozi
- Novartopoli (ハクダンシティ?, Hakudan City), sede della palestra di Violetta[10]
- Luminopoli (ミアレシティ?, Miare City), sede della palestra di Lem. Il simbolo della città è la Torre Prisma. Sono presenti numerosi bar e ristoranti, oltre che il laboratorio del Professor Platan il Grand Hotel Fiordiquattrini, il Museo di Luminopoli, la Casa Esami e il Café Elisio, che costituisce una copertura per i Laboratori Elisio (フラダリラボ?, Fleur-de-lis Labs), sede del Team Flare[11]
- Castel Vanità
- Castello Lotta (バトルシャトー?), edificio in cui è possibile sfidare altri allenatori in base al rango ottenuto. Nell'anime, il Castello Lotta appare per la prima volta nel corso dell'episodio Lotte blasonate al castello! (Breaking Titles at the Chateau!) dove Ash Ketchum riceve il titolo di barone, inoltre sempre nello stesso episodio Lino affronta al Castello Lotta Violetta, sconfiggendola
- Altoripoli (ショウヨウシティ?, Shōyō City), sede della palestra di Lino. In città sorgono l'Hotel Altoripoli e il caffè
- Petroglifari, sede del museo oceanografico
- Cromleburgo
- Yantaropoli, sede della palestra di Ornella
- Temperopoli, sede della palestra di Amur
- Romantopoli, sede della palestra di Valérie
- Frescovilla
- Fluxopoli, sede della palestra di Astra
- Ponte Mosaico
- Fractalopoli, sede della palestra di Edel
- Batikopoli

La Lega Pokémon è raggiungibile attraverso la Via Vittoria (チャンピオンロード?, Chanpion Rōdo), un percorso formato da grotte e radure e irto di ostacoli. Nella regione sono inoltre presenti foreste, tra cui il Bosco Novartopoli, e numerose grotte come la Caverna Gelata, la Grotta Climax o la Grotta dei Riflessi (映し身の洞窟?). Nella città di Batikopoli si trovano la Villa Lotta e il Safari Amici, un'area accessibile solamente dopo aver sconfitto la Lega Pokémon e utilizzando il Codice Amico del Nintendo 3DS in cui si possono catturare svariate specie di Pokémon.

#### Alola
Alola (アローラ地方?, Alola-chiho) è la regione dove sono ambientati i videogiochi Pokémon Sole e Luna e Pokémon Ultrasole e Ultraluna. Basata sulle Hawaii, è composta da quattro grandi isole naturali e una artificiale.
A differenza delle altre regioni, ad Alola non è presente una Lega Pokémon, ma la sua costruzione sarà progettata sulla cima del Monte Lanakila nel corso del gioco. Al contrario, ad Alola, si svolge il giro delle isole, un viaggio rituale nel quale i giovani allenatori della regione si cimentano per perfezionare le proprie capacità. Durante il viaggio gli allenatori sono tenuti ad affrontare delle prove, che non si limitano solo a delle lotte Pokémon, ma includono anche altri incarichi come ad esempio la ricerca di particolari strumenti o rispondere a dei quiz. Ogni prova ha un capitano che la presiede con il compito di guidare chi le affronta. La prova finale di ogni isola è detta la Grande Prova, che consiste in una lotta Pokémon contro il Kahuna dell'isola. Sconfiggendolo si ottiene il diritto di proseguire all'isola successiva.
In totale, la regione di Alola è composta da cinque isole: quattro naturali e una artificiale. Ognuna delle quattro isole principali ha un proprio Pokémon protettore, che ha il compito di eleggere il Kahuna dell'isola.
- Isola Mele Mele (メレメレじま?, Melemele jima), localizzata a nord-ovest di Alola e protetta dal Pokémon Tapu Koko. La principale città di Mele Mele è Hau'oli, inoltre è presente anche il villaggio Lili. Il Kahuna dell'isola è Hala e il capitano è Liam. Nell'anime, Ash Ketchum vi frequenta la Scuola di Pokémon, dove il professor Manuel Oak è il preside mentre il professor Kukui fa da insegnante.

- Isola Akala (アーカラじま?, Ākara jima), localizzata a nord-est di Alola e protetta dal Pokémon Tapu Lele. È la più popolata della regione di Alola, con le città di Kantai e Konikoni,e la cittadina di Ohana. Il Kahuna dell'isola è Alyxia e i capitani sono Ibis, Kawe, e Suiren.

- Isola Poni (ポニじま?, Poni jima), localizzata a sud-ovest di Alola e protetta dal Pokémon Tapu Fini. Il Kahuna dell'isola è Hapi e il capitano è Rika.

- Isola Ula Ula (ウラウラじま?, ʻUlaʻula jima), localizzata a sud-est di Alola e protetta dal Pokémon Tapu Bulu. Ospita i villaggi Tapu e Poh e la città Malie. Al termine del giro delle isole, sul Monte Lanakila viene istituita la Lega Pokémon di Alola. Il Kahuna dell'isola è Augusto e i capitani sono Chrys e Malpi.

- Æther Paradise (エーテルパラダイス?, Ēteru Paradaisu), una piccola isola artificiale posta al centro di Alola e base della Fondazione Æther in cui vengono condotte varie ricerche sui Pokémon. In Pokémon Ultrasole e Ultraluna il giocatore vi affronta i membri del Team Rainbow Rocket, che cercano di prendere possesso dell'Æther Paradise.

- Isola Exeggutor (ナッシー・アイランド?, Nasshī Airando), una piccola isola parte del territorio dell'isola Poni. In Pokémon Ultrasole e Ultraluna il giro delle isole si conclude sull'isola Exeggutor, dove si affronta il Kahuna Hapi.

Ci sono inoltre numerose località:
- Hau'oli (ハウオリシティ?, Hauori Shiti), città costiera situata sull'isola Mele Mele. Possiede una zona commerciale e un porto per i traghetti.

- Lili (リリィタウン?, Riryi Taun), villaggio situato nel cuore dell'isola Mele Mele. Vi si affronta la Grande Prova di Mele Mele Nell'anime, Lili appare per la prima volta nel corso dell'episodio Dominare un dominante! (To Top a Totem!). Nella puntata seguente, Ash Ketchum vi affronta Hala, riuscendo a sconfiggerlo.

- Kantai (カンタイシティ?, Kantai Shiti), città costiera situata sull'isola Akala. Vi si trovano l'hotel Voce del Mare e il Centro Ricerche Interdimensionali, dove vengono condotte ricerche sulle Ultracreature.

- Ohana (オハナタウン?, Ohana Taun), villaggio situato a ovest dell'isola Akala. Ospita la fattoria Ohana.

- Konikoni (コニコシティ?, Koniko Shiti), città situata a sud-ovest dell'isola Akala.

- Malie (マリエシティ?, Marie Shiti), città situata a nord-est dell'isola Ula Ula. Ospita la biblioteca di Malie, l'impianto di riciclaggio, la Palestra di Malie e i giardini di Malie. Vi si affronta la Grande Prova di Ula Ula.

- Villaggio del Mare (海の民の村?, Umi no tami no mura), villaggio situato a sud-ovest dell'isola Poni. È l'unico centro abitato dell'isola; dal Villaggio del Mare è possibile accedere, tramite traghetto, all'isola Exeggutor.

- Poh (ポータウン?, Pō Taun), città situata a nord-ovest dell'isola Ula Ula. È la sede Team Skull e vi si trova la Villa Losca.

- Villaggio Tapu (プのカ村?, Pu no kason), villaggio distrutto da Tapu Bulu situato a sud dell'isola Ula Ula. Ospita il Supermarket Affaroni, dove si sostiene la prova del capitano Malpi.

Nella regione di Alola sono presenti montagne quali il Picco Hokulani (ホクラニ岳?, Hōkūlani dake), dove si tiene la prova del capitano Chrys, il Monte Tepore e il Monte Lanakila (ラナキラマウンテン?, Ranakira Maunten), dove è possibile affrontare la Lega Pokémon una volta completato il giro delle isole, e diverse grotte e caverne come la Grotta Pratomare, la Grotta Sottobosco e la Caverna Climax.
Ci sono ambienti boschivi e forestali, ad esempio la Giungla Ombrosa (シェードジャングル?, Shēdo Janguru), dove si svolge la prova del capitano Ibis e la Foresta di Poni, e vari luoghi per le lotte Pokémon come lo Stadio Royale (バトルロイヤルドーム?, Batoru Roiyaru Dōmu), in cui ci si può cimentare nelle battle royale, e l'Albero della Lotta. Ci sono anche dei tempi come il Tempio del Conflitto, il Tempio del Passaggio, il Tempio della Vita e il Tempio del Raccolto dove sono presenti i quattro Pokémon protettori della regione di Alola, e anche l'Altare, chiamato Altare Solare (日輪の祭壇?, Nichirin no saidan) o Altare Lunare (月輪の祭壇?, Getsurin no saidan) a seconda della versione del videogioco Sole o Luna, dove si può accedere all'Ultramondo.
Sono presenti pure delle colline come la Collina Scrosciante (せせらぎの?, Seseragi no oka), dove si tiene la prova del capitano Suiren, e la Collina Diecicarati (テンカラットヒル?, Ten Karatto Hiru), e altri luoghi vari quali il Canyon di Poni (ポニの大峡谷?, Poni no dai kyōkoku), dove si tiene la prova dell'isola Poni, il Deserto Haina, la Spiaggia Hanu Hanu e la Scogliera di Poni.

#### Galar
Galar (ガラル地方?, Galar-chihō) è la regione dove sono ambientati i videogiochi Pokémon Spada e Scudo. La regione è ispirata alla Gran Bretagna capovolta, non a caso alcuni dei suoi monumenti ricordano luoghi come il Palazzo di Westminster e il Gigante di Cerne Abbas, ed è composta da piccoli borghi di campagna con cottage e architettura vittoriana a sud e grandi e tecnologiche città in piena rivoluzione industriale a nord. Un insieme di montagne innevate domina gran parte delle aree settentrionali della regione, mentre nella zona centrale si trovano le Terre Selvagge, ossia delle vaste aree open world dove si possono raccogliere strumenti e incontrare Pokémon selvatici.
Le lotte Pokémon svolgono un ruolo importante nella cultura della regione Galar grazie anche al Dynamax, un misterioso fenomeno che permette ai Pokémon di aumentare le loro dimensioni ed acquisire particolari poteri. Oltre al Dynamax, a Galar alcuni Pokémon possono subire anche il fenomeno Gigamax, che oltre a far aumentare le dimensioni dei Pokémon, modifica anche il loro aspetto. A Galar, i Pokémon, oltre ad essere usati nelle lotte, sono richiesti in ambito lavorativo da numerose aziende.

##### Isola dell'Armatura
L'Isola dell'Armatura (ヨロイじま?, Yoroi Jima) è un'estensione ad est della regione di Galar in cui è ambientata l'espansione L'isola solitaria dell'armatura. È staccata dall'isola principale e raggiungibile dalla stazione di Brassbury. L'area presenta meccaniche simili a quelle delle Terre Selvagge. L'ispirazione per la zona è riconducibile all'Isola di Man.
Le strutture notevoli dell'area sono il Dojo Master, al centro della trama del capitolo, e le due torri Buio e Acqua, dove è possibile evolvere il Pokémon simbolo dell'espansione, Kubfu.

##### Landa Corona
La Landa Corona (カンムリせつげん?, Kanmuri Setsugen) è una lingua di terra situata a sud della regione di Galar e l'ambientazione principale dell'espansione Le terre innevate della corona. Le meccaniche sono le medesime del precedente capitolo ed è ispirata alle Highlands scozzesi.
Le località e le aree notevoli di questa terra montuosa e innevata sono Freezedale, il villaggio al centro della trama del gioco, la Collina Dynalbero, dove si può trovare il gigantesco albero omonimo, e il Tempio Corona, antico luogo di culto del Pokémon simbolo dell'espansione, Calyrex.

#### Paldea
Paldea (パルデア地方?, Paldea-chihō) è la regione dove sono ambientati i videogiochi Pokémon Scarlatto e Violetto ed è ispirata alla Penisola iberica. La regione presenta una grande varietà di ambienti.

### Spin-off

#### Auros
Auros (オーレ地方?, Ōre-chihō) è la regione dove sono ambientati i videogiochi Pokémon Colosseum e Pokémon XD: Tempesta Oscura ed è basata su Phoenix, in Arizona.
Ad Auros sono presenti numerosi Pokémon Ombra. I 131 Pokémon disponibili appartengono alle prime tre generazioni di Pokémon e, in particolare, sono disponibili nelle regioni di Johto e Hoenn. Uno dei Pokémon Ombra presenti in Pokémon XD è Lugia Ombra, denominato XD001.
I Pokémon Ombra sono in grado di utilizzare degli attacchi denominati mosse ombra. In Pokémon Colosseum è presente solo la mossa Ombroraffica, mentre in Pokémon XD sono in totale 18.
Nella regione di Auros non sono presenti Pokémon selvatici a eccezione, in Pokémon XD, dei "Poké Spot", di particolari località in cui è possibile catturare i Pokémon Sandshrew, Zubat, Hoppip, Wooper, Gligar, Phanpy, Surskit, Aron e Trapinch.

#### Fiore
Fiore (フィオレ地方?, Fiore-chihō) è la regione dove è ambientato il videogioco Pokémon Ranger. È composta da quattro città che prendono il nome delle stagioni: Autunnia, Borgovera, Invernopoli e Villestate. Nella regione di Fiore non esistono allenatori di Pokémon e non possono essere usate o vendute Poké Ball. Per mantenere l'ordine nella regione è stata fondata una federazione di Ranger che ha lo scopo di calmare i Pokémon tramite gli Styler.
- Autunnia è la città più grande della regione di Fiore. Collocata nella parte est del continente, è collegata a Borgovera grazie al Tunnel Borgunnia. Il leader dei Ranger di Autunnia è Savino (ジョウ?, Joe). Altri Ranger provenienti dalla città sono Arianna, Leo e Dario. Nella parte nord di Autunnia sono presenti la Torre della Gioia, un Centro Ranger, l'Istituto di Ricerca del Professor Frenesio e l'Acquedotto. L'Arena dei Ranger si trova ad ovest della città, mentre a sud si trova l'Ufficio del Turismo ed il porto. Ad est di Autunnia sorgono la Fabbrica Tenebre e la Piazza Amicizia[27].

- Borgovera è un paese situato nel sud-ovest della regione. Il protagonista del gioco inizia qui la sua carriera da Ranger. I Ranger di Borgovera sono il leader Furio (ハヤテ?, Hayate), Willy, Lunick e Solana. A est di Borgovera si trova un'area detta Piana Rigoglio, dove si svolge la Sfida di cattura, una prova dove bisogna catturare dei Pokémon per ottenere il maggior punteggio possibile. La città è collegata con Autunnia tramite il Tunnel Borgunnia. Dopo la fine del gioco sarà possibile accedere ad un passaggio segreto conducente nella Grotta Gelo.

- Invernopoli è la città più a nord della regione di Fiore. Il leader dei Ranger di Invernopoli è Nevia (エリダ?, Erida); gli altri Ranger di Nevepoli sono Freddy e Chris. Invernopoli non è praticamente collegata alle altre città; per accedervi o si utilizza la Navetta Dragonite (da un certo punto del gioco in poi), tuttavia la prima volta bisogna impiegare un tunnel sottomarino con ingresso presso Villestate, il quale condurrà alla Grotta Gelo e successivamente al Sentiero Nord. A Nord di Invernopoli, invece, si trova la Catena di Sekra, la catena montuosa più alta di Fiore, che ospita il Tempio di Fiore e la Base del Team Rock.

- Villestate è una piccola città nel sud di Fiore, circondata dal Mar di Safra, dove si svolge una Sfida di Cattura marina. Il leader dei Ranger di Villestate è Costantino (カムリ?, Kamuri), mentre gli altri Ranger sono Pino e Laila. A nord della città si accede alla Giungla Ulivo, sede di un vulcano spento. In essa vi è un lago con una caverna sommersa che può essere attraversata tramite un sottomarino. Essa porta alla Grotta Gelo, che conduce ad Invernopoli.

#### Almia
Almia (アルミア地方?, Arumia-chihō) è la regione dove è ambientato il videogioco Pokémon Ranger: Ombre su Almia. Come Fiore, anch'essa è dotata di una Federazione Ranger.
La città più grande di Almia è Portena (プエルタウン?, Pueltown), l'unica dotata di porto che dà sul Mar di Portena (プエルおき?, Puel Sea). Altre città della regione sono Vien (ビエンタウン?, Vientown), circondata dall'omonima foresta, Caldonia (ボイルランド?, Boyleland), nei pressi del vulcano Caldonio (かざんのどうくつ?, Volcano Cave). Sono inoltre presenti alcuni villaggi come quello di Cicole (チコレ?, Chicole) e Haruba (ハルバ?) (collocato in un deserto). Nell'isola di fronte al Villaggio Cicole è presente l'Arena dei Ranger, un complesso in cui è possibile catturare Pokémon. La distesa d'acqua più importante della regione è il Mare Wailord (ホエルオーのうみ?, Sea of Wailord).
Presenta inoltre una grande varietà di ambienti naturali, dalla Valle di Crio (ヒアバレー?, Hia Valley), che permette di raggiungere il Castello di Almia (アルミアのおしろ?, Almia Castle), al Deserto Haruba (ハルバさばく?, Haruba Desert), dove si trova il Tempio Hippowdon (カバルドンしんでん?, Hippowdon Temple).
Presso Portena ha sede l'azienda Altru Spa (アンヘル・コーポレーション?, Angel Corporation). Specializzata in energia è stata fondata da Chimerio Raggiani circa settant'anni prima dei fatti di Ombre su Almia, dopo la scoperta di un giacimento petrolifero sull'Altopiano Cromano (ヌリエこうげん?, Nurie Plateau), esaurito all'epoca dei fatti narrati nel videogioco. È passata nelle mani del figlio di Chimerio, Luciano e infine del nipote Niveo, che in seguito assumerà il nome di Nereo Raggiani. La Altru è interessata allo studio di nuove fonti di energie rinnovabili, grazie alla sua squadra di ricercatori, di cui fa parte Leo.

#### Oblivia
Oblivia (オブリビア地方?, Oburibia-chihō) è la regione dove è ambientato il videogioco Pokémon Ranger: Tracce di luce. Nella regione è presente un solo Pokémon Ranger, Raimondo, che abita con la figlia Patty e la moglie Lucia.
Oblivia è una regione composta da sette isole. I loro nomi sono ricollegati a quelli delle note musicali Do, Re, Mi, Fa, Sol, La, Si.
- Dolcegoccia, isola disabitata in cui vive un gruppo di Pichu. È piccola, senza alture ma lussureggiante. L'isola verrà distrutta durante il finale di Pokémon Ranger: Tracce di luce dal gruppo dei Sorsisti al fine di terrorizzare la popolazione di Oblivia, anche se potrà essere visitata nuovamente completando le missioni di Patty;
- Regiobaleno, isola in cui sono presenti la città di Cocona, la Grotta Lima, dove avviene il primo incontro con il Pokémon leggendario Raikou, la casa del Ranger Raimondo e la base radio;
- Mironda, isola dove sono presenti la città di Diagonalia, le Rovine d'Alba e dove avviene l'incontro con il Pokémon leggendario Entei;
- Fabulonia, sede dell'omonimo vulcano sulla cui vetta risiede il Pokémon leggendario Moltres;
- Solfonia, dove sono presenti il Residence Acqua, le Rovine del Canale (dove avviene l'incontro con Suicune), il Monte Sorbetto (dove risiede il Pokémon Articuno) e le Rovine d'Oblivia;
- Lampinia, occupata dall'omonimo monte sempre avvolto da lampi e fulmini dove risiede il Pokémon Zapdos;
- Sikulele, l'isola più piccola di Oblivia, residenza dei Pokémon Latios e Latias.

Ci sono inoltre varie località:
- Cocona, un villaggio sull'isola di Regiobaleno. Vi risiede Otello Frenesio, artigiano della regione;
- Diagonalia, piccolo villaggio situato sull'isola di Mironda. Prima del suo addio ad Oblivia, vi risiedeva Magoss;
- Residence Acqua, la più grande città dell'arcipelago situata sull'isola di Solfonia, dove molti anziani si godono la pensione.
- Mare Corallo
- Ara Arcobaleno, zona sommersa dalla quale si può richiamare il Pokémon leggendario Ho-Oh.

## Animazione

### Isole Orange
Le Isole Orange (レンジ諸島?, Orenji-shotō, Arcipelago Orange) sono un arcipelago composto da più di venti isole e situato a sud della regione di Kanto.
Nella serie animata una delle stagioni è interamente ambientata nell'arcipelago. Nel corso degli episodi, il protagonista, Ash Ketchum, incontra la Professoressa Ivy, ricercatrice di Pokémon, e Tracey Sketchit. Anche parte del manga Dengeki! Pikachu, basato sull'anime, è ambientato nelle Isole Orange.
Il film Pokémon 2 - La Forza di Uno è anch'esso principalmente ambientato nelle quattro isole centrali dell'arcipelago: l'isola del Ghiaccio, del Tuono, del Fuoco (dimore rispettivamente dei leggendari Articuno, Zapdos e Moltres) e l'isola di Shamouti (アーシア島?) in cui vive uno Slowking parlante.
Nell'arcipelago vivono quattro capipalestra che compongono la Lega Orange (オレンジリーグ?), un particolare torneo presente esclusivamente nell'anime: Cissy, Danny, Rudy e Luana. Il loro Campione è Drake.